# Biblioteca di Fantascienza
Biblioteca di Fantascienza è stata una collana editoriale di narrativa fantascientifica pubblicata in Italia da Fanucci Editore fra il 1988 e il 1996 e divisa internamente in due serie, rispettivamente di 28 e 14 uscite.

## Storia editoriale
Fondata nel 1971, Fanucci Editore si specializzò sin da subito nell'importazione in Italia di narrativa fantastica anglofona e inizialmente organizzò il suo catalogo in collane miscellanee che proponevano sia romanzi sia antologie di racconti, tanto di fantascienza quanto di fantasy e horror: Futuro. I Pocket di Fantascienza (successivamente ripubblicata come Sidera nello spazio e nel tempo), Futuro. Biblioteca di Fantascienza, e Orizzonti. Capolavori di Fantasia e Fantascienza. Verso la metà degli anni Ottanta, tuttavia, i curatori Sebastiano Fusco e Gianni Pilo riorganizzarono e razionalizzarono la proposta Fanucci nelle tre linee specializzate Il Libro d'Oro della Fantascienza, I Libri di Fantasy. Il Fantastico nella Fantascienza e I Miti di Cthulhu, con la conseguenza che i materiali pubblicati nel decennio precedente caddero gradualmente fuori commercio. Fra 1988 e 1989, pertanto, Fanucci lanciò sul mercato due collane dirette da Pilo che ristampassero i migliori materiali di Futuro e Orizzonti, stavolta classificati per macro-genere: da un lato, appunto, Biblioteca di Fantascienza, dall'altra I Maestri del Fantastico.
Nei successivi quattro anni la Biblioteca di Fantascienza ripropose numerosi romanzi auto-conclusivi afferenti ai filoni della fantascienza sociologica e della New Wave e raccolte di narrativa breve dedicate a Poul Anderson, Philip K. Dick e Jack Vance, cui si aggiunse una nutrita selezione di volumi monografici sulla space opera di A. E. van Vogt (per lo più nuove edizioni di materiale già pubblicato da Mondadori in Urania): già a partire dal 1989, però, le pubblicazioni assunsero una cadenza fortemente irregolare e fuori sincrono rispetto alla numerazione ufficiale dei volumi, tanto che una ristampa del numero 12 con identici contenuti ma nuovo formato grafico venne conteggiata ufficiosamente ed erroneamente come numero 26 (sfasando così il computo delle uscite), e che il numero 22 apparve in commercio solo nella primavera del 1993, dopo uno iato nelle pubblicazioni di circa diciotto mesi.
Nell'estate del 1993 Biblioteca di Fantascienza venne quindi sospesa e riavviata da capo sotto la curatela di Sandro Pergameno, il quale ridusse significativamente la percentuale di ristampe e riorientò il catalogo su proposte inedite, spesso opere contemporanee – un'operazione analoga a quella attuata nel medesimo periodo per I Libri di Fantasy, e terminata anch'essa con la chiusura definitiva della collana nel 1996.
La prima serie della Biblioteca di Fantascienza era rilegata in brossura con una foliazione di grande formato da 206x135 mm e ciascun volume recava la numerazione in cifra araba; i numeri da 1 a 25 presentavano il logo della collana stampato nella fascia superiore della copertina, mentre nei numeri 27, 28 e 29 il logo venne iscritto in una fascetta colorata nella medesima posizione. La seconda serie passò a una foliazione più piccola da 190x125 mm, adottò una numerazione con cifra romana, e rimosse dalle copertine il logo di collana.

## Elenco delle uscite
| Numero | Autore                         | Titolo                                   | Note | Anno          | ISBN       |
| ------ | ------------------------------ | ---------------------------------------- | --- | ------------- | ---------- |
| 1      | A. E. van Vogt                 | I ribelli dei 50 soli e altri racconti   | Omnibus comprendente il romanzo eponimo (fix-up del ciclo dei Ribelli) e una raccolta di cinque racconti allestita per il mercato italiano.                                                                      | Maggio 1988   | 883470066X |
| 2      | Philip K. Dick                 | Le voci di dopo                          | Raccolta allestita dall'autore, comprende dodici racconti. | Maggio 1988   | 8834700724 |
| 3      | A. E. van Vogt                 | La casa senza tempo e altri racconti     | Omnibus comprendente il romanzo eponimo e una raccolta di tre racconti allestita per il mercato italiano. | Giugno 1988   | 8834703049 |
| 4      | Philip José Farmer             | Pianeta d'aria                           | Sequel del romanzo Moby Dick di Herman Melville. | Giugno 1988   | 8834702522 |
| 5      | A. E. van Vogt                 | La guerra contro i Rull e altri racconti | Omnibus comprendente il romanzo eponimo (fix-up del ciclo dei Rull) e una raccolta di due racconti allestita per il mercato italiano.                                                                            | Novembre 1988 | 8834700783 |
| 6      | Jack Vance                     | Pianeta d'acqua                          | | Agosto 1988   | 8834702689 |
| 7      | A. E. van Vogt                 | Crociera nell'infinito                   | Romanzo fix-up del ciclo della Argus. | Novembre 1989 | 8834702891 |
| 8      | Clifford D. Simak              | Pescatore di stelle                      | | Dicembre 1988 | 8834702247 |
| 9      | A. E. van Vogt                 | A.D. 2.000.000 e racconto                | Omnibus comprendente il romanzo eponimo e un'appendice di un racconto e un articolo allestita per il mercato italiano.                                                                                           | Gennaio 1989  | 8834701364 |
| 10     | Abraham Merritt                | Gli abitatori del miraggio               | | Febbraio 1989 | 8834701380 |
| 11     | A. E. van Vogt                 | La città dei vampiri e altri racconti    | Omnibus comprendente il romanzo eponimo e un racconto. | Aprile 1989   | 8834701305 |
| 12     | Philip K. Dick                 | I difensori della Terra                  | Raccolta allestita dall'autore, comprende dodici racconti. | Gennaio 1989  | 883470133X |
| 13     | Robert Silverberg              | Il tempo delle metamorfosi               | | Marzo 1989    | 8834701283 |
| 14     | Richard C. Meredith            | Mercenari del tempo                      | Primo romanzo della trilogia Timeliner. | Gennaio 1989  | 8834701216 |
| 15     | Philip K. Dick                 | L'Uomo Variabile e altri romanzi brevi   | Raccolta allestita dall'autore, comprende il romanzo breve L'Uomo Variabile e quattro racconti. | Gennaio 1989  | 8834701224 |
| 16     | A. E. van Vogt                 | Lotta per la galassia e altri racconti   | Omnibus comprendente il romanzo eponimo e una raccolta di tre racconti allestita per il mercato italiano. | Gennaio 1989  | 8834701097 |
| 17     | Damon Knight                   | Il lastrico dell'inferno                 | | Gennaio 1989  | 8834701232 |
| 18     | A. E. van Vogt                 | Il cervello trappola e racconto          | Omnibus comprendente il romanzo eponimo e un racconto. | Gennaio 1989  | 8834701275 |
| 19     | Jack Vance                     | L'ultimo castello e altri romanzi brevi  | Omnibus creato per il mercato italiano, comprende tre romanzi brevi: - L'ultimo castello - L'Uomo dei Miracoli - Il segreto dei Telek                                                                            | Maggio 1990   | 8834702751 |
| 20     | Poul Anderson                  | Le gallerie del tempo                    | | Maggio 1990   | 8834700880 |
| 21     | Thomas M. Disch                | 334                                      | | Marzo 1989    | 8834701186 |
| 22     | A. E. van Vogt                 | I polimorfi                              | Romanzo fix-up del ciclo del Terzo Occhio. | Aprile 1993   | 8834701011 |
| 23     | Wilson Tucker                  | Il lungo silenzio                        | | Aprile 1990   | 8834700813 |
| 24     | A. E. van Vogt                 | Gli uomini ombra                         | | Aprile 1990   | 8834700856 |
| 25     | Frederik Pohl e Lester Del Rey | Rischio di vita                          | | Marzo 1989    | 8834701194 |
| [12]   | Philip K. Dick                 | I difensori della Terra. Atto di forza   | Ristampa del numero 12 con gli stessi contenuti, ma nuovo titolo e nuova copertina riferiti all'adattamento filmico Atto di forza diretto da Paul Verhoeven.                                                     | Dicembre 1990 | 883470133X |
| 27     | Poul Anderson                  | Regina dell'Aria e della Notte           | Raccolta creata per il mercato italiano, comprende i due romanzi brevi Regina dell'Aria e della Notte e Nessuna tregua con i re, un racconto del macro-ciclo della Storia Tecnica e due racconti autoconclusivi. | Gennaio 1991  | 8834702204 |
| 28     | Brian W. Aldiss                | Il lungo meriggio della Terra            | Fix-up di cinque testi brevi. | Giugno 1991   | 8834702220 |
| 29     | Robert Silverberg              | Le maschere del tempo                    | | Novembre 1991 | 8834702565 |

| Numero | Autore                | Titolo                         | Note | Anno           | ISBN       |
| ------ | --------------------- | ------------------------------ | --- | -------------- | ---------- |
| I      | Jack Vance            | Le Avventure di Magnus Ridolph | Raccolta completa allestita dall'autore del ciclo di Magnus Ridolph, comprende dieci racconti.                                           | Ottobre 1993   | 8834704134 |
| II     | Frank Herbert         | Progetto coscienza             | Primo romanzo della tetralogia di Pandora.                                                                                               | Gennaio 1994   | 8834703952 |
| III    | Jack Vance            | Schiavi del Klau               | | Febbraio 1994  | 8834703995 |
| IV     | Michael Swanwick      | Il tempo dei mutanti           | | Marzo 1994     | 883470424X |
| V      | George R. R. Martin   | La luce morente                | | Agosto 1994    | 8834704282 |
| VI     | John Varley           | Linea calda Ophiucus           | Romanzo afferente al ciclo degli Otto Mondi.                                                                                             | Luglio 1994    | 8834704207 |
| VII    | Philip José Farmer    | Si sveglia il dio di pietra    | | Settembre 1994 | 8834704460 |
| VIII   | Norman Spinrad        | Jack Barron e l'eternità       | | Novembre 1994  | 8834704274 |
| IX     | Frank Herbert         | Gli occhi di Heisenberg        | | Gennaio 1995   | 8834704398 |
| X      | J. M. Dillard         | Star Trek Generazioni          | Trasposizione letteraria del film omonimo diretto da David Carson e afferente al franchise di Star Trek.                                 | Marzo 1995     | 8834704517 |
| XI     | Jack Vance            | I racconti inediti             | Antologia allestita per il mercato italiano, comprende i due romanzi brevi I signori di Maxus e Il figlio dell'albero e cinque racconti. | Aprile 1995    | 8834704541 |
| XII    | Marion Zimmer Bradley | Perduti nello spazio           | | Maggio 1995    | 8834704568 |
| XIII   | Neal Barrett Jr.      | Dredd. La legge sono io        | Trasposizione letteraria del film omonimo diretto da Danny Cannon.                                                                       | Settembre 1995 | 8834705025 |
| XIV    | Ian Mc Donald         | Necroville                     | | Giugno 1996    | 8834705343 |